# Caledopteryx sarasini
Caledopteryx sarasini – gatunek ważki z rodziny Argiolestidae.
Owad ten jest endemitem Nowej Kaledonii i jest szeroko rozprzestrzeniony.